# Dorotheos (Mosaizist)
Dorotheos (altgriechisch Δωρόθεος) war ein spätantiker Mosaizist (Mosaikkünstler), der im 5. Jahrhundert auf Kos tätig war.
Er ist nur bekannt durch die Stiftungsinschrift einer 1992 freigelegten Kirche in Kardamena (Kardamaina) auf Kos, die ihn gemeinsam mit dem Mosaizisten Eutychios als Stifter nennt. Der Boden wird in die 2. Hälfte des 5. Jahrhunderts datiert.